# Distretto di Zelfana
Il distretto di Zelfana è un distretto della provincia di Ghardaïa, in Algeria, con capoluogo Zelfana.

## Comuni
Il distretto di Zelfana comprende 1 comune:
- Zelfana